# Trupanea pollens
Trupanea pollens är en tvåvingeart som beskrevs av Munro 1957. Trupanea pollens ingår i släktet Trupanea och familjen borrflugor. Inga underarter finns listade i Catalogue of Life.